# Austromitra rubiginosa
Austromitra rubiginosa is een slakkensoort uit de familie van de Costellariidae. De wetenschappelijke naam van de soort is voor het eerst geldig gepubliceerd in 1873 door Hutton.